# Liebstadia pilosa
Liebstadia pilosa är en kvalsterart som först beskrevs av Krivolutsky och Christov 1970.  Liebstadia pilosa ingår i släktet Liebstadia och familjen Liebstadiidae. Inga underarter finns listade i Catalogue of Life.